# Aisling Daly
Aisling Daly (Dublín, 24 de diciembre de 1987) es una artista marcial mixta irlandesa que compitió en la división femenina de peso paja de la Ultimate Fighting Championship.

## Carrera de artes marciales mixtas

### Primeros años
Comenzó su carrera profesional en Dinamarca contra Nicole Sydboge, a la que derrotó en el segundo asalto por estrangulamiento con guillotina. A continuación venció a Annika Sitter por nocaut técnico a los 22 segundos.

### Cage Rage
Daly firmó entonces con Cage Rage y debutó contra Majanka Lathouwers. Daly ganó el combate por sumisión en el segundo asalto. Más tarde compitió fuera de Cage Rage contra la neerlandesa Nadia van der Wel y ganó el combate por nocaut técnico.
Daly regresó en Cage Rage 25 y derrotó a Aysen Berik, hermana pequeña del veterano Sami Berik, por KO en la esquina a los dos minutos de empezar el combate, convirtiéndose en la primera mujer en ganar un combate profesional en Cage Rage. A continuación luchó en Cage Rage Contenders y ganó por KO, a lo que siguió una victoria en Cage Rage 27 por estrangulamiento por la espalda.
Daly hizo dos apariciones más tras la disolución de Cage Rage, ganando una por decisión y otra por TKO.

### Comienzos en Bellator Fighting
Clasificada como la número tres del mundo en el peso mosca y la mejor artista de artes marciales mixtas de Irlanda, Daly firmó con Bellator para competir en su torneo femenino de 115 libras.
Su primera pelea fue contra Lisa Ellis en Bellator 26. Perdió la pelea por decisión unánime.
El 10 de abril de 2011, se anunció que Daly había sido liberada de su contrato con la compañía.
Tenía programado para regresar a la promoción en Bellator 66 el 20 de abril de 2012 para enfrentarse a Jessica Eye en una revancha por el título NAAFS. Sin embargo, Daly se vio obligada a retirarse de la pelea debido a una infección en el oído.

### Fuera de Bellator
Daly se enfrentó a Molly Helsel en Cage Warriors Fighting Championship 39 el 27 de noviembre de 2010 en Cork, Irlanda. Ganó la pelea por decisión unánime.
Daly se enfrentó a la alemana Sheila Gaff en el Cage Warriors Fighting Championship 41 el 24 de abril de 2011 en Londres. Fue derrotada por TKO en el primer asalto.
A continuación se enfrentó a Jessica Eye en NAAFS: Fight Night In The Flats 7 el 4 de junio de 2011 en Cleveland (Ohio). Daly derrotó a Eye por sumisión debido a un estrangulamiento por detrás en el segundo asalto para convertirse en campeona femenina de 125 libras de NAAFS.
Con tres días de preaviso, Daly aceptó enfrentarse a Angela Hayes en Cage Warriors Fighting Championship: Fight Night 2 el 8 de septiembre de 2011 en Amán (Jordania). Daly sustituyó a Sheila Gaff, que se retiró del combate por enfermedad. Derrotó a Hayes por sumisión armbar en 20 segundos.
Daly estaba programada para enfrentarse a Roxanne Modafferi en BlackEye Promotions 5 el 1 de octubre de 2011; sin embargo, se vio obligada a retirarse de la pelea debido a obligaciones contractuales con NAAFS y en su lugar defendió su título contra Kelly Warren en NAAFS: Night of Champions 2011 el 23 de noviembre de 2011. Daly derrotó a Warren por sumisión debido a un armbar en la segunda ronda.
Daly tenía previsto competir en Irlanda el 24 de marzo de 2012 en Battlezone Fighting Championships 5, pero su combate se canceló cuando su oponente Titiana van Polanen Petel sufrió una lesión en el hombro.
El 2 de junio de 2012, Daly se enfrentó a Rosi Sexton en el Cage Warriors Fighting Championship 47. El combate formaba parte de un torneo para coronar a una campeona femenina de 125 libras de Cage Warriors. Daly fue derrotada por decisión unánime.
Daly compitió a continuación en un combate de 120 libras contra Katja Kankaanpää en Cage Warriors Fighting Championship 51 el 31 de diciembre de 2012. Fue derrotada por decisión unánime.

### Invicta Fighting Championship
Daly se enfrentó a Barb Honchak en Invicta Fighting Championships 3 el 6 de octubre de 2012. Cayó derrotada por decisión unánime.

### Ultimate Fighting Championship

#### The Ultimate Fighter
El 3 de julio de 2014, se anunció que Daly era uno de los ocho concursantes restantes de The Ultimate Fighter: Team Pettis vs. Team Melendez. En el primer episodio del show se reveló que la UFC había clasificado a los luchadores. Aisling fue situada como la quinta de 16 luchadores y fue emparejada con Angela Magaña (la número doce en la serie), contra la que luchó en la ronda preliminar. Daly ganó el combate por nocaut técnico en la tercera ronda y avanzó en el torneo. Fue derrotada por la cabeza de serie Jessica Penne, en cuartos de final.

#### Después de TUF
La primera pelea de Daly después de The Ultimate Fighter fue contra Alex Chambers en The Ultimate Fighter: A Champion Will Be Crowned Finale el 12 de diciembre de 2014. Tuvo éxito en su debut, ganando por sumisión en el primer asalto.
Se esperaba que Daly se enfrentara a Cláudia Gadelha el 11 de abril de 2015 en UFC Fight Night 64. Sin embargo, Gadelha se retiró del combate a finales de marzo citando un espasmo muscular reciente en la espalda. Posteriormente, Daly fue retirada de la tarjeta por completo. A su vez, fue rápidamente reagendada y se enfrentó a Randa Markos el 25 de abril de 2015 en UFC 186. Daly perdió la pelea por decisión unánime.
Daly se enfrentó después a la brasileña Ericka Almeida el 24 de octubre de 2015 en UFC Fight Night: Holohan vs. Smolka, ganando por decisión unánime.
El 30 de enero de 2017 Daly anunció su retirada tras unas pruebas médicas que revelaron una anomalía como consecuencia de una hemorragia cerebral previa.

## Récord en artes marciales mixtas
| Resultado | Récord | Oponente          | Método                      | Evento                                                  | Fecha                    | Ronda | Tiempo | Localización |
| --------- | ------ | ----------------- | --------------------------- | ------------------------------------------------------- | ------------------------ | ----- | ------ | ------------ |
| Victoria  | 16–6   | Ericka Almeida    | Decisión (unánime)          | UFC Fight Night: Holohan vs. Smolka                     | 24 de octubre de 2015    | 3     | 5:00   | Dublín       |
| Derrota   | 15–6   | Randa Markos      | Decisión (unánime)          | UFC 186                                                 | 25 de abril de 2015      | 3     | 5:00   | Montreal     |
| Victoria  | 15–5   | Alex Chambers     | Sumisión (armbar)           | The Ultimate Fighter: A Champion Will Be Crowned Finale | 12 de diciembre de 2014  | 1     | 4:53   | Las Vegas    |
| Victoria  | 14–5   | Karla Benitez     | Sumisión (armbar)           | Cage Warriors 63                                        | 31 de diciembre de 2013  | 2     | 4:26   | Dublín       |
| Derrota   | 13–5   | Katja Kankaanpää  | Decisión (unánime)          | Cage Warriors 51                                        | 31 de diciembre de 2012  | 3     | 5:00   | Dublín       |
| Derrota   | 13–4   | Barb Honchak      | Decisión (unánime)          | Invicta FC 3: Penne vs. Sugiyama                        | 6 de octubre de 2012     | 3     | 5:00   | Kansas City  |
| Derrota   | 13–3   | Rosi Sexton       | Decisión (unánime)          | Cage Warriors: 47                                       | 2 de junio de 2012       | 3     | 5:00   | Dublín       |
| Victoria  | 13–2   | Kelly Warren      | Sumisión (armbar)           | NAAFS: Night of Champions 2011                          | 23 de noviembre de 2011  | 2     | 4:39   | Canton       |
| Victoria  | 12–2   | Angela Hayes      | Sumisión (armbar)           | Cage Warriors: Fight Night 2                            | 8 de septiembre de 2011  | 1     | 0:20   | Amán         |
| Victoria  | 11–2   | Jessica Eye       | Sumisión (rear-naked choke) | NAAFS: Fight Night In The Flats 7                       | 4 de junio de 2011       | 2     | 4:00   | Cleveland    |
| Derrota   | 10–2   | Sheila Gaff       | TKO (golpes y rodillazos)   | Cage Warriors 41                                        | 24 de abril de 2011      | 1     | 1:34   | Londres      |
| Victoria  | 10–1   | Molly Helsel      | Decisión (unánime)          | Cage Warriors 39: The Uprising                          | 27 de noviembre de 2010  | 3     | 5:00   | Cork         |
| Derrota   | 9–1    | Lisa Ellis        | Decisión (unánime)          | Bellator 26                                             | 26 de agosto de 2010     | 3     | 5:00   | Kansas City  |
| Victoria  | 9–0    | Maiju Kujala      | Decisión (unánime)          | Rumble in Rush 2                                        | 7 de noviembre de 2009   | 3     | 5:00   | Dublín       |
| Victoria  | 8–0    | Tevi Say          | TKO (golpes)                | Cage of Truth 4                                         | 22 de noviembre de 2008  | 1     | 2:30   | Dublín       |
| Victoria  | 7–0    | Eva Liskova       | Sumisión (rear-naked choke) | Cage Rage 27                                            | 12 de julio de 2008      | 1     | 1:18   | Londres      |
| Victoria  | 6–0    | Myriem el Banouti | TKO (golpes)                | Cage Rage Contenders - Ireland vs. Belgium              | 3 de mayo de 2008        | 1     | 1:38   | Dublín       |
| Victoria  | 5–0    | Aysen Berik       | TKO (corner stoppage)       | Cage Rage 25                                            | 8 de marzo de 2008       | 1     | 1:49   | Londres      |
| Victoria  | 4–0    | Nadia van der Wel | TKO (golpes)                | COT 1 – Battle on the Bay                               | 24 de noviembre de 2007  | 2     | 2:39   | Dublín       |
| Victoria  | 3–0    | Myriem Lathouwers | Sumisión (armbar)           | Cage Rage Contenders: Dynamite                          | 29 de septiembre de 2007 | 2     | 4:43   | Dublín       |
| Victoria  | 2–0    | Annika Sitter     | TKO (golpes)                | ROT 7 – The Next Level                                  | 28 de julio de 2007      | 1     | 0:22   | Dublín       |
| Victoria  | 1–0    | Nicole Sydboge    | Sumisión (guillotine choke) | Adrenaline 1 – Feel the Rush                            | 5 de mayo de 2007        | 2     | 1:00   | Hvidovre     |